# 1-5-1

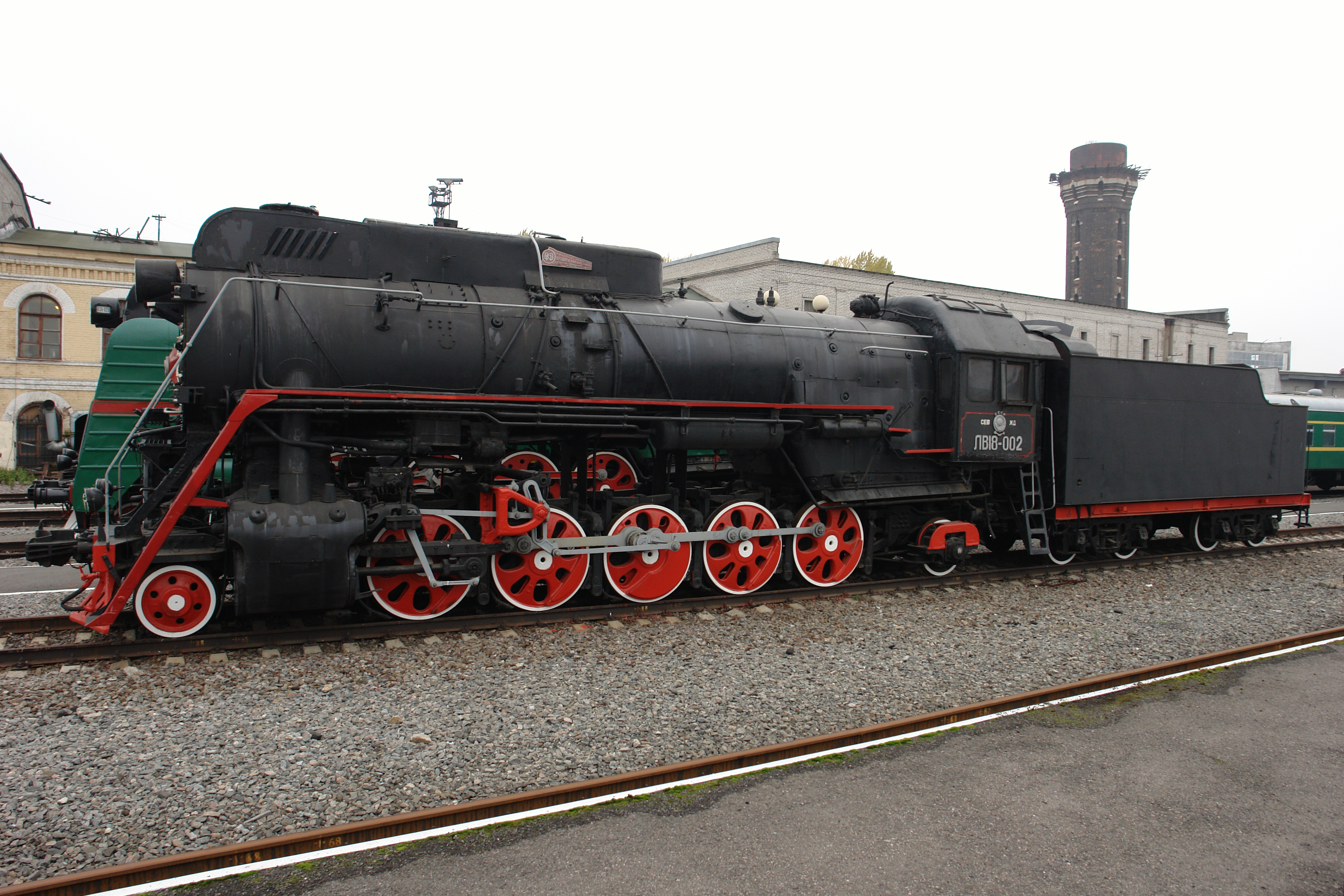
Советский паровоз серии ЛВ типа 1-5-1

Колёсная схема паровоза типа 1-5-1

Тип 1-5-1 — паровоз с пятью движущими осями в одной жёсткой раме, одной бегунковой и одной поддерживающей осями. Является дальнейшим развитием типов 1-4-1 и 1-5-0. Данный тип отличается от типа 1-5-0 тем, что позволяет разместить колосниковую решётку над поддерживающей колёсной парой, позволяя увеличить её площадь, а от типа 1-4-1 большей силой тяги.
Методы записи для разных классификаций:
- Международная (UIC): 1E1
- Американская: 2-10-2
- Испанская и французская: 151
- Российская: 1-5-1
- Швейцарская: 5/7

Первый в мире паровоз с осевой формулой 1-5-1 был спроектирован и построен в Северной Америке в 1903 году, и предназначался для железной дороги Atchison, Topeka and Santa Fe Railway. Из-за этого и появилось американское название данного типа — «Santa Fe». Паровозы типа 1-5-1 эксплуатировались во многих странах мира, но особенно массово в СССР и КНР.

## Северная Америка
В Северной Америке паровозы данного типа выпускались относительно недолго — с 1916 по 1920 гг. Всего было построено порядка 2200 локомотивов, причём первым их серийное производство начал завод «Балдвин» для железной дороги Baltimore And Ohio. Так как нумерация этих паровозов начиналась с 6000, то за ними закрепилось прозвище «Большая шестёрка» (англ. Big sixes), а весь класс получил обозначение S. Паровозы были достаточно мощными и сильными, но вскоре их выпуск прекратили для производства более мощных и сильных паровозов с 6 движущими осями. С 1951 года началась замена паровозов тепловозами, и в 1959 году эксплуатация паровозов типа 1-5-1 была практически прекращена.

## Западная Европа

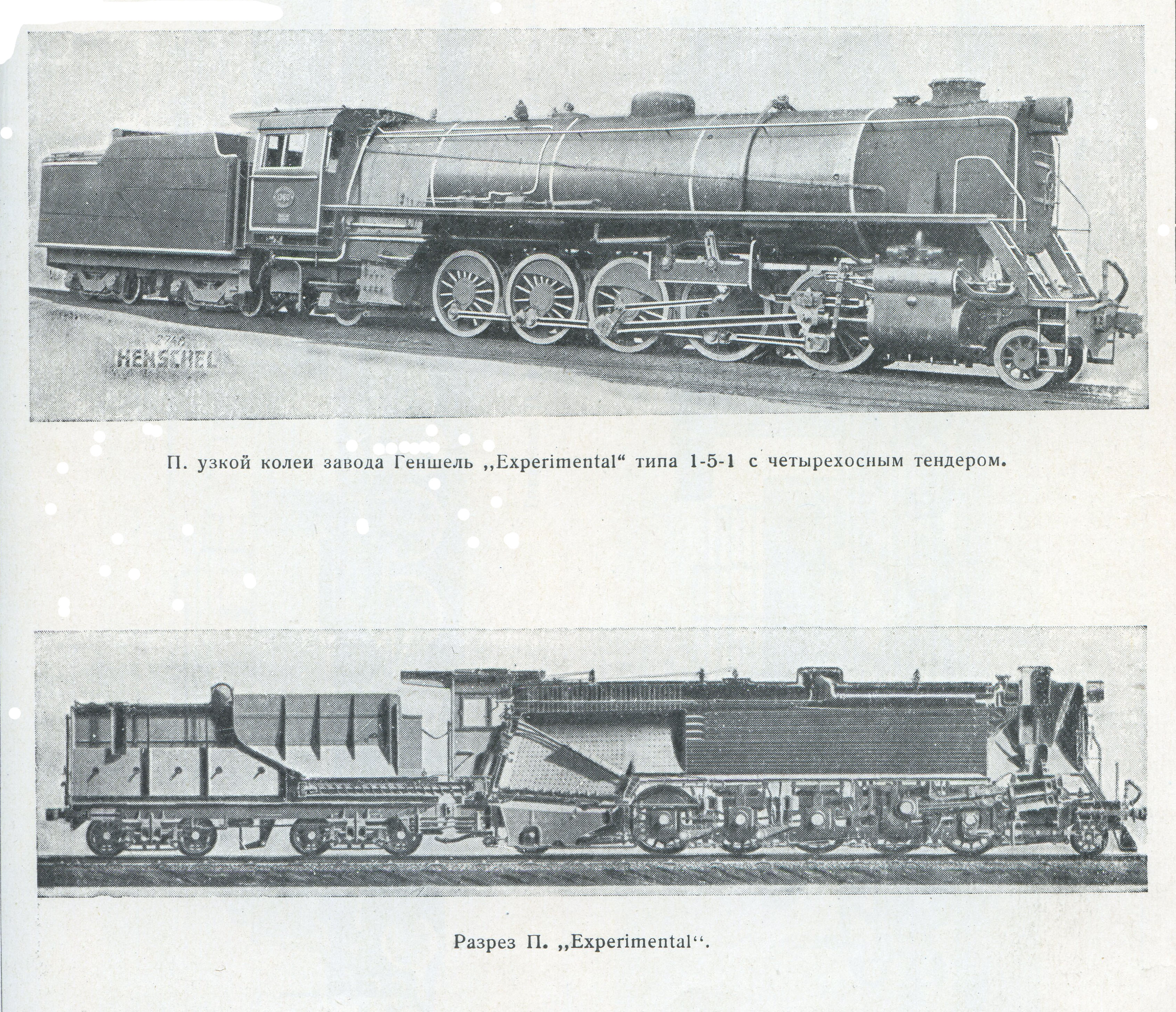
Немецкий паровоз Expirimental

Первый в Европе магистральный паровоз типа 1-5-1 был построен немецким заводом «Геншель» в 1928 году и предназначался для эксплуатации на Южноафриканской железной дороге с шириной колеи 1067 мм. При допускаемой для узкоколейной ж. д. максимальной осевой нагрузке на рельсы 19 тс, паровоз развивал силу тяги до 24 200 кгс и мог вести состав массой 1800 т на подъёме 13 ‰. Также на паровозе была применена 3-цилиндровая паровая машина, что было связано прежде всего со стеснённым габаритом дороги, а также для обеспечения более равномерной силы тяги. В 1936 году германскими заводами было выпущено (уже на европейскую колею) 28 аналогичных паровозов, которым присвоили 45-ю серию (BR45). Помимо этого, немало было построено и танк-паровозов типа 1-5-1 (например, BR84 и BR85).
Также один класс паровозов типа 1-5-1 был в Испании. Это были 22 паровоза, построенные в 1940-е заводом La Maquinista Terrestre y Marítima для RENFE (Испанские железные дороги). Паровозы предназначались для вождения тяжёлых поездов с углём. Как и у немецких паровозов, на них была применена 3-цилиндровая паровая машина. Данные паровозы были известны как «Santa Fe».

## Советский Союз

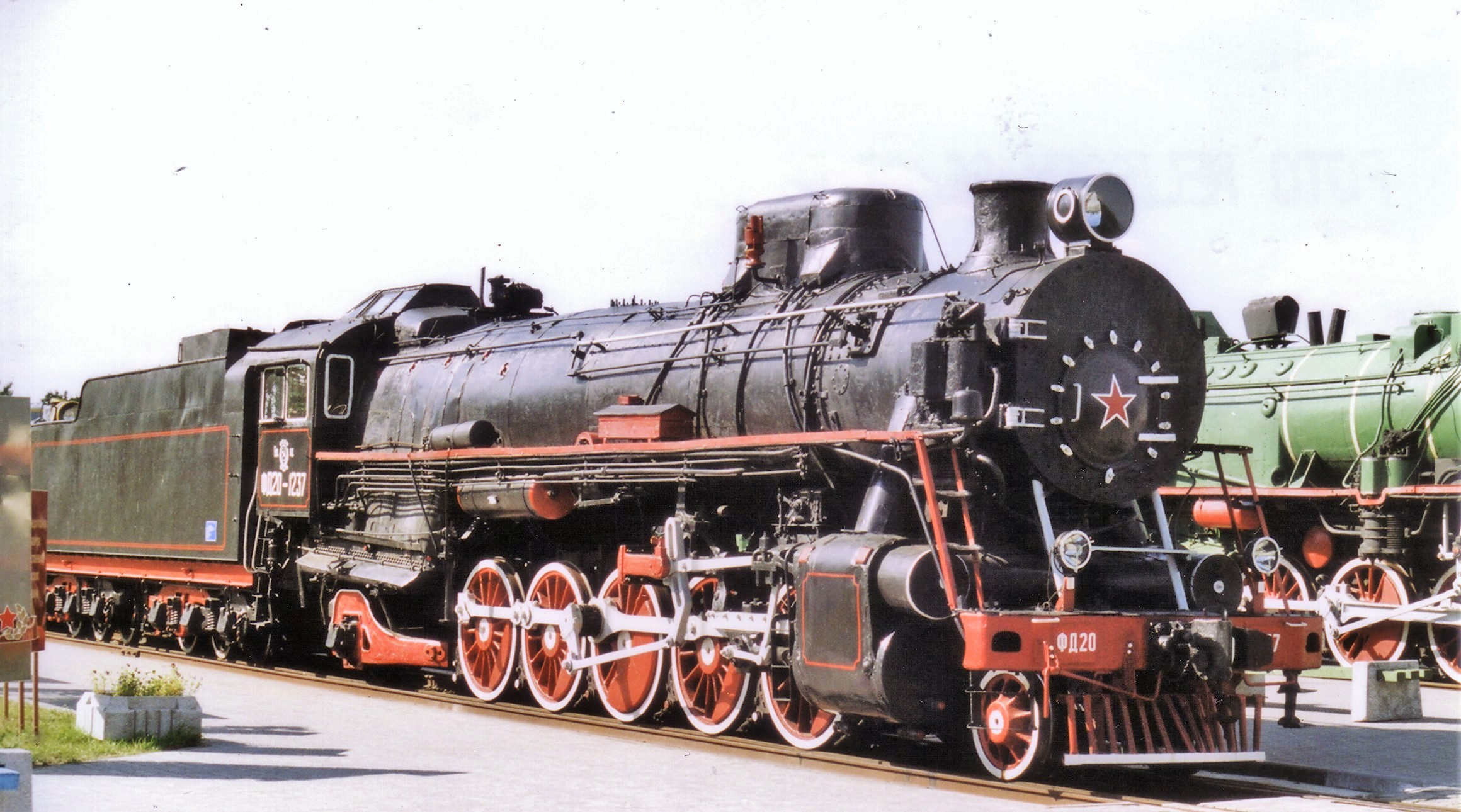
Паровоз ФД

Сама идея применения на русских железных дорогах паровоза типа 1-5-1 возникла впервые в 1915 г. в ходе проектирования будущего паровоза серии Е, и принадлежала Н. Л. Щукину, который ещё тогда указывал на необходимость не только поднятия веса состава поездов, но и увеличения скоростей на подъёмах, что должно было увеличить провозную способность железных дорог. В то время, однако, прогрессивная идея постройки паровозов 1-5-1 вызвала сильное противодействие со стороны консервативной группы специалистов. Единственным доводом против типа 1-5-1, имевшим тогда известные основания, была неприспособленность многих депо и поворотных кругов для паровоза со столь длинной базой. Тогда, после ряда споров, был принят тип 1-5-0.
Вновь к идее применения паровоза типа 1-5-1 вернулись в конце 1920-х, когда по заданию ОГПУ требовалось создать новый паровоз, который должен был быть настолько мощным и сильным, насколько это позволяли существующие тогда железнодорожные пути и винтовая стяжка. С учётом опыта американского и германского паровозостроения, в 1931 году конструкторами был создан совершенно новый по конструкторским и техническим параметрам (для советского паровозостроения) паровоз со сцепным весом 100 т и силой тяги 20 000 кгс, которому присвоили обозначение серии ФД («Феликс Дзержинский»). Паровозы ФД были приняты в качестве основного типа грузового локомотива, и было начато их серийное производство, которое велось на Ворошиловградском паровозостроительном заводе вплоть до 1941 года (последние паровозы в 1942 году достраивал Улан-Удэнский паровозоремонтный завод). Всего было построено 3213 паровозов этой серии. В 1958—1960 гг. около тысячи паровозов ФД были переданы в Китайскую Народную Республику, также несколько штук было передано в Северную Корею.
В 1952—1956 гг. Ворошиловградский паровозостроительный завод строил серийно паровозы серии ЛВ (Л ворошиловградской модификации), которые отличались от прототипа добавлением поддерживающей оси. Паровоз ЛВ был оборудован водоподогревателем, более совершенными топкой и паровым котлом, благодаря чему был самым экономичным советским паровозом (КПД — 9,3 %) и имел систему увеличения сцепного веса при трогании — она разгружала бегунковую и поддерживающую оси и нагружала ведущие. Всего было построено 522 паровоза этой серии, причём последний из них (ЛВ-522) стал последним построенным в СССР магистральным паровозом. Помимо этого, в 1954 году заводом было построено 2 паровоза серии ОР21, которые являлись усиленной версией паровоза ЛВ.

## Китай

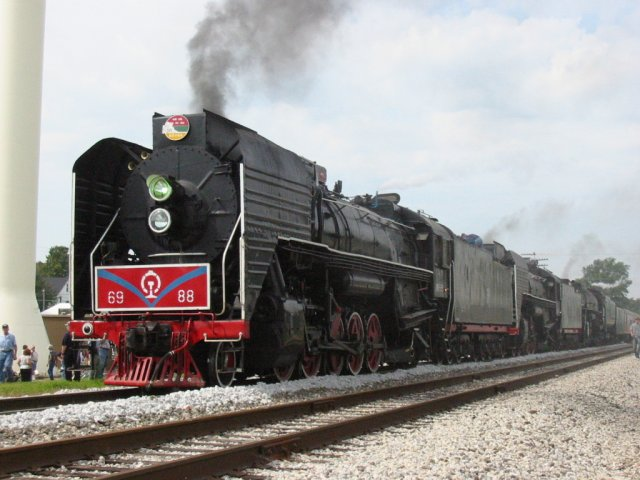
Паровоз QJ

В китайском паровозостроении тип 1-5-1 представлен лишь одним паровозом — QJ (кит. 前进 = Qian Jin — «Прогресс»). Данный паровоз был создан в 1956 году и для КНР стал первым паровозом собственной конструкции. При его создании конструкторы учитывали и опыт советского паровозостроения, из-за чего QJ имеет сильное сходство с ЛВ. Производство QJ велось вплоть до 1988 года, всего было построено 4714 локомотивов (больше чем советских ФД и ЛВ вместе взятых). Таким образом, паровоз QJ можно считать самым массовым паровозом типа 1-5-1.